# Arnoldius flavus
Arnoldius flavus é uma espécie de inseto do gênero Arnoldius, pertencente à família Formicidae.